# Dvärghästskonäsa
Dvärghästskonäsa (Rhinolophus hipposideros) är en fladdermusart i familjen hästskonäsor och Europas minsta hästskonäsa. 

## Beskrivning
Dvärghästskonäsan har en vingbredd upp till 25 cm, kroppslängd (huvud och bål) mellan 3,5 och 4,5 cm och vikt upp till 10 g. Pälsen är mörkt gråbrun på ovansidan, ljusare under. Svansens längd är 2,1 till 3,2 cm, öronen är 1,2 till 1,9 cm stora, bakfötterna är 0,7 till 0,9 cm långa och underarmarnas längd ligger vid 3,5 till 4,3 cm. Hannar har ett stort penisben i jämförelse med kroppens storlek.

### Näsbihang
Som alla hästskonäsor har den hudutskott kring näsöppningarna. Det mellersta av dessa utskott, sadeln, har ett karakteristiskt utseende som är till hjälp vid bestämningen: En toppig form sedd framifrån, och med en mjukt rundad profil utan några tydliga spetsar.

## Vanor
Dvärghästskonäsan börjar jaga efter solnedgången. Flykten varierar i hastighet, men vingslagen är snabba och höjden är låg. Den kan stanna ute hela natten om vädret tillåter. Födan består av skalbaggar, nattflygande insekter som fjärilar och spindlar.
Arten uppehåller sig i trädbevuxna områden, gärna med grottor eller klippor, men också bebyggda områden som byar, städer och större gårdar. Vinterdvalan tillbringas helst i grottor och andra håligheter med hög luftfuktighet. I norra delen av dess utbredningsområde går den i vinterdvala kring september till oktober, och kommer fram igen i april till maj.
Honor bildar före ungarnas födelse egna kolonier som främst är skilda från hannarna. Några få hannar accepteras. Honornas kolonier har vanligen 50 medlemmar. Honor föder en enda unge under sommaren, ofta juni eller juli. Liksom hos andra hästskonäsor är lätet som används för ekolokaliseringen 20 till 30 millisekunder lång. Det har hos Rhinolophus hipposideros en maximal frekvens av 111 kHz.
Parningen sker mellan september och november och hannens sädesvätska förvaras fram till april eller maj i honans könsorgan innan ägget befruktas och dräktigheten börjar. I Iran är 35 procent av alla födslar tvillingar. Ungarna ökar sin vikt stadig under de första 14 dagarna och sedan tappar de lite av vikten tills de är cirka 19 dagar gamla. Vid denna tidpunkt får de flygförmåga och de ökar sin vikt igen. Efter fyra till fem veckor slutar modern med digivning. Könsmognaden infaller under det första levnadsåret. Däremot får de flesta honor sina första ungar ett år senare. Den äldsta kända individen levde 21 år och 3 månader.

## Utbredning
Arten finns i Syd- och Centraleuropa, i Nordafrika och mellersta Asien fram till Kashmir. Det är den europeiska art i familjen som går längst åt norr; i västra delen av sitt utbredningsområde når den upp till sydvästra England och västra Irland.

## Status
Dvärghästskonäsan är globalt livskraftig ("LC"). Trenden är dock nedåtgående.

## Dvärghästskonäsa som smittbärare
Forskare från Storbritannien registrerar i juli 2021 ett förut okänt coronavirus hos individer av dvärghästskonäsan. Viruset som fick namnet RhGB01 tillhör undersläktet Sarbecovirus, samma undersläkte som SARS-CoV och sars-cov-2 som drabbar människor. Enligt studien kan RhGB01 dock inte smitta människor.